# Định luật Baer-Babinet
Định luật Baer-Babinet (hoặc đôi lúc, định luật Baer) là một giả thuyết trong địa lý cho rằng quá trình hình thành của các con sông bị ảnh hưởng bởi hiện tượng tự quay của Trái Đất. Theo giả thuyết này, bởi vì quá trình tự quay của Trái Đất, sự xói mòn xuất hiện ở hầu hết bờ phải của các con sông nằm trên bắc bán cầu, và ở bờ trái của các con sông nằm trên nam bán cầu.
Giả thuyết này ban đầu do nhà vật lý người Pháp Jacques Babinet nêu ra vào năm 1859 khi ông sử dụng các lập luận toán học và ảnh hưởng của lực Coriolis. Cách giải thích cụ thể hơn được nhà khoa học người Estonia Karl Ernst von Baer đưa ra vào năm 1860.
Mặc dù có thể các đo đạc thống kê về mọi dòng sông sẽ đưa tới một tương quan với định luật Baer-Babinet, lực Coriolis yếu hơn nhiều bậc độ lớn so với các lực tác động địa phương lên bờ sông từ dòng chảy của nó. Do vậy, giả thuyết này không còn được quan tâm đối với bất kỳ con sông nào nữa. Albert Einstein là người đầu tiên viết bài báo khoa học năm 1926 nhằm giải thích nguyên nhân thực sự gây ra hiện tượng xói mòn các bờ sông.